# Plectrohyla calthula
Plectrohyla calthula är en groddjursart som först beskrevs av Ustach, Mendelson, McDiarmid och Campbell 2000.  Plectrohyla calthula ingår i släktet Plectrohyla och familjen lövgrodor. IUCN kategoriserar arten globalt som akut hotad. Inga underarter finns listade i Catalogue of Life.